# Kobushi
Kobushi (こぶし) est une série télévisée d'animation française en 104 épisodes de 7 minutes produite par Zagtoon, Inspidea et 2 minutes, diffusée du 30 septembre 2012 au 9 mai 2017 sur Gulli. La série est coréalisée par Florent Heitz et Thomas Dorval. L'univers est créé par Jeremy Zag & Nathanaël Bronn et la direction d'écriture est assurée par Sebastien Tibodo,.

## Scénario
Chaque nuit, après sa fermeture, un très étrange phénomène se déroule dans un restaurant japonais.
Tous les sushis, makis, temakis prennent vie : ce sont les Kobushis. Ils vivent comme au Japon médiéval, utilisant la table de découpe, le présentoir à sushis réfrigéré et les lampions décoratifs comme maisons d'un village.
Dans cette communauté se trouvent Ebi, Toro, Onigiri, Tamago et Hokkigai, cinq Sushis entraînés par maître Tako dans le but d'être samouraïs. Leur mission : défendre le village de Néko, le stupide chat en porcelaine qui n'a qu'un objectif : tous les manger ! Il sera aidé par le traître Ebi, hanté par son aïeul Oni-San.

## Distribution
- Martial Le Minoux : Toro, Voix Additionnelles
- Thierry Kazazian : Néko
- Frank Tordjman : Onigiri
- Laëtitia Lefebvre : Tamago
- Nathalie Bienaimé : Shaké, Mino
- Caroline Combes : Lily
- Andrea Libman : Mia

## Personnages

### Néko
Néko est le méchant de Kobushi. C'est un chat en porcelaine comme on en trouve à l'entrée de nombreux restaurants asiatiques, bougeant la patte pour porter bonheur. Il pense être la divinité japonaise du restaurant. Il a trois fioles, Sho, Yu et Ka, qui lui rappellent ses devoirs divins. Il n'a qu'une obsession: manger des sushis. Ebi la crevette puante est son allié. Néko se sert de lui pour capturer les Kobushis. En échange, il promet faussement de manger Ebi, ce qu'il ne fait jamais. Néko a peur de l'eau car il fonctionne avec des piles; il disjoncte quand il est mouillé. Si on inverse ses piles, on inverse sa personnalité. Néko ne le sait pas, mais il a été fabriqué en Chine, c'est un problème pour un chat qui croit être une divinité japonaise. C'est l'un des rares personnages à connaître le secret de Tamago, mais il s'en fiche. Le surnom qu'il a donné à Ebi est: "Le puant". Son nom veut dire "chat" en japonais.

### Sho, Yu, Ka
Sho, Yu et Ka sont des fioles, en forme de tête de chat et contenant chacune une sauce différente, qui servent Néko. Leur phrase typique est "Gloire à Néko". Parfois, Néko leur demande de faire quelque chose mais il y a toujours une des fioles qui dit :  "On n'a pas de bras ". Il semble qu'elles aiment manger du salami. Elles rappellent à Néko ses devoirs divins. Le surnom qu'elles ont donné à Ebi est "Crevette qui pue". Leurs noms combinés font référence à la sauce de soja.

### Ebi
Ebi est un sushi crevette. Il fait partie des Kobushis et suit les enseignements de Maître Tako pour être samourai. Mais il fait secrètement partie de la dynastie des Kudupus, de fourbes ninjas. Ces derniers sont victimes d'une malédiction qui les fait puer, et empêche leur ancêtre Oni-San, de rejoindre le paradis. Le fantôme reste donc aux côtés d'Ebi pour l'aider à mettre fin à la malédiction. Ebi trahit souvent ses amis Kobushis pour être mangé par Néko, contre la promesse d'être dévoré. Mais le chat trouve toutes les excuses pour ne pas le manger, à cause de sa puanteur. En effet, Néko et Ebi ont conclu un pacte dans lequel si Ebi aide Néko à manger les Kobushis, le gros chat devra le manger en dernier, et ainsi rompre la malédiction. En tant que ninja Kudupu, Ebi peut se transformer en Ninjasmin, super-héros vengeur. Il se sert de cet alter-ego pour réparer les injustices et se venger de Néko. Son nom veut dire "crevette" en japonais, mais peut aussi dire "serpent".

### Toro
Toro est un apprenti samourai Kobushi. C'est un sushi thon rouge, le plus cher du restaurant, et il en tire une grande fierté. C'est le plus jeune de la bande. Il est courageux mais souvent inconscient, et provoque des catastrophes. Il tombe facilement amoureux des Kobushettes présentes autour de lui. Il a un neveu nommé Maguro qui est son plus grand fan; ce dernier est l'un des rares sushis que Néko ne veut pas manger et voit comme un ami. En japonais, Toro qui veut dire "thon gras" et Maguro veut dire "thon" . Toro tombe amoureux de Pammee (de Yoohoo et ses amis) , Et Ils ont même leurs enfants, Sa première fille nommée Lily; Comme père et fille. Un deuxième fils nommé Mino; Petit frère de Lily, Et grand frère de Mia. Sa troisième fille ou la petite dernière nommée Mia; Ce n'est qu'un bébé comme sa mère Pammee.

### Onigiri
Onigiri est une boulette de riz au cœur de prune, l'élève de Maître Tako qui aime le plus l'art, et le meilleur ami de Toro. Contrairement aux autres élèves de Maître Tako, il n'aime pas se battre. Il est très propre et adore se baigner. Maître Tako essaie de faire en sorte qu'Onigiri devienne un sumotori, mais ce dernier veut suivre la même voie que ses camarades. On apprend dans l'épisode Contamination que l'odeur d'Ebi a un effet euphorisant sur Onigiri. Son nom désigne une boulette de riz standard, mais veut littéralement dire "tranche démon" en japonais.

### Tamago
Tamago est un sushi omelette, et le meilleur élève de Maître Tako. En fait, c'est une Kobushette déguisée en garçon. En effet, les femmes n'ont pas le droit d'être samourai, alors depuis toute petite, Tamago a décidé d'être plus brave que n'importe quel garçon. Elle n'ose pas avouer son secret à Maître Tako et aux autres Kobushis. Seule son amie Shaké connaît son secret. Saba le Yakuza le découvre dans l'épisode Chantage mais Tamago réussit à se libérer de son emprise en découvrant que le Yakuza a peur du noir; Néko découvre également que Tamago est une fille. Quand elle s'habille en femme, elle prend le nom de Tamachan"une amie de Shaké venant de temps en temps au village"dont Toro tombe amoureux. Tamago a un faible pour le côté bad boy des California Rolls. Son nom veut dire "œuf" en japonais.

### Maître Tako
Maître Tako est un sushi poulpe, sensei d'Ebi, Toro, Onigiri, Tamago et Hokkigai, grand-père de Shaké, chef de la communauté des Kobushis, et sushi millénaire. En tant que sushi poulpe, il peut envoyer de l'encre sur ses ennemis pour les aveugler. Il sait faire de la magie, par exemple il est capable de léviter et libérer un sushi possédé par un fantôme. Il peut aussi se montrer sexiste, ce qui énerve souvent Shaké, sa petite-fille ; il finit par admettre le potentiel des filles et découvre le secret de Tamago en rencontrant la Tamachan du futur. Maître Tako adore le wasabi des Yakuzas mais perd les pédales quand il en prend trop. Son nom veut dire "poulpe" en japonais.

### Hokkigai
Hokkigai est un sushi coquillage, un élève de Maitre Tako, et l'un des personnages les plus malchanceux de la série. Il est aussi maladroit et bête, mais est très doué pour jouer de la musique. Il semble qu'il soit amoureux de Shaké. Il arrive parfois que, sans faire exprès, il fasse des choses étonnantes (comme atteindre le nirvana). Son nom veut dire "palourde de Sakhaline" en japonais.

### Oni-San
Oni-San est un sushi crevette fantôme, et l'ancêtre d'Ebi. Il hante ce dernier car il ne peut pas rejoindre le paradis, c'est à cause de la malédiction des Kudupus, et il doit faire en sorte qu'Ebi se fasse manger par Néko pour mettre fin à la malédiction de leur famille. Oni-San aime trahir les Kobushis. Il ressemble par sa façon de donner des ordres, à un sergent de l'armée. Il est capable de contrôler un corps vivant. À part Ebi, personne ne peut voir ou entendre Oni-San. Le surnom qu'il a donné à Ebi est"Cafard des mers". Son nom veut dire "grand frère" en japonais.

### Shaké
Shaké est un sushi saumon, professeur d'arts traditionnels d'Ebi, Toro, Onigiri, Tamago et Hokkigai, et petite-fille de Maître Tako. Son meilleur élève est Onigiri, les deux sont très complices. Elle peut se montrer douce, ou quand elle est en colère, effrayante. Sous son apparence de jeune fille sage, il y a une fille moderne. Certains de ses élèves sont amoureux d'elle. Il semble que les hommes qui savent très bien jouer de la musique ou qui savent faire de très beaux haikus soient capables de la séduire. Shaké est la seule personne qui connaît le secret de Tamago, avant que Saba le Yakuza l'apprenne dans l'épisode Chantage. Comme Tamago, Shaké se déguise en garçon dans La Vengeance de Shaké et se fait appeler Shako.

### Ikura
Ikura est un makizushi aux œufs de saumon qui rêve de devenir un samouraï, mais seuls les sushis peuvent le devenir, il n'y a jamais eu de maki samouraï. Il est sans cesse rabaissé par Toro et Maître Tako à cause de son point faible : quand il perd les œufs de saumon sur sa tête, il devient stupide. Malgré sa naïveté apparente, Ikura fait preuve d'un grand courage et accomplit parfois des exploits. Son père fut mangé avant sa naissance par Néko. Son nom veut dire "œufs de saumon" en japonais.

### Tekka
Tekka est une makizushi au thon qui tient le "Sakura" ("cerisier" en japonais), le bar du village. Elle ne sait pas se battre mais est très intelligente, elle arrive même à copier le venir de Fugu, ce qui déplaît à ce dernier. Elle est atteinte de narcolepsie ce qui la met souvent dans des situations délicates, elle cherche sans cesse un remède contre ses crises de sommeil. Tekka et Toro éprouvent un amour réciproque l'un pour l'autre. Son nom veut dire "fer en fusion" en japonais".

### Fugu
Fugu est un sushi takifugu et un rōnin de grand talent ; Toro est complètement fan de lui. Il émet une odeur pestilentielle avertissant qu'il est extrêmement toxique, il peut tuer n'importe qui, même Neko, avec un simple contact ou sa sueur. Fugu et Tako formaient un duo de choc, capable de battre n'importe qui, mais ils se sont disputés et sont maintenant rivaux. "Fugu" est le nom japonais du poisson-globe, ou poisson-ballon, les Japonais raffolent de ce type de sushi, mais une mauvaise préparation peut tuer instantanément le consommateur.

### Banh Bao
Banh Bao est une brioche chinoise à la viande ainsi que la gérante du Fouli Fouli, un jeu très populaire mais interdit aux enfants (donc à Toro, Onigiri et Tamago). Elle est souvent en confrontation avec les Yakuzas. Banh Bao était autrefois amoureuse de Fugu et Maître Tako.

### Les villageois
Ce sont principalement des makis (diminutif pour makizushi) ou des temakis (diminutif pour "temakizushi"). Les makis sont des personnages secondaires avec des rôles variés et peu de courage ; ils sont trouillards mais ensemble, ils sont une armée résistante. Les temakis ont un rôle plus importants car ce sont eux qui fabriquent le wasabi, source d’énergie de tous les sushis ; ils sont assez forts pour battre les California Rolls.

### Les Yakuzas
Les Yakuzas sont des escrocs qui vivent dans le sous-sol du restaurant et qui vendent du wasabi coupé à la moutarde de Dijon. Ils semblent être des alliés de Néko, mais il arrive parfois qu'il essaie de les manger. Heureusement pour les Yakuzas, ils lui échappent toujours. Le terme "yakuza" désigne la mafia japonaise.

#### Saba
Saba est un sushi maquereau, ainsi que le chef et le cerveau des Yakuzas. Il ne se met presque jamais en colère. Il découvre le secret de Tamago dans l'épisode Chantage mais le sushi omelette réussit à se libérer de son emprise en découvrant que le Yakuza a peur du noir. Son nom veut dire "maquereau" en japonais

#### Unagi
Unagi est un sushi anguille, un homme de main de Saba, et l'espion des Yakuzas. Il est discret et a toujours le regard mauvais. C'est un espion redoutable et un bon combattant. Personne ne sait comment il s'est retrouvé avec un œil crevé car nul n'ose lui demander. Il grogne au lieu de parler car il ne veut pas que l'on se moque de sa voix qui ressemble à celle de quelqu'un qui a respiré de l'hélium. Son nom veut dire "anguille" en japonais.

#### Burimu
Burimu est un sushi daurade et un homme de main de Saba. Il est brutal et peu délicat; il cogne avant de réfléchir. Sa force est impressionnante. Il est très bête et échoue même quand Saba lui donne des missions très simples. Son nom veut dire "daurade" en japonais.

### les California Rolls
Les California Rolls sont des makizushi californien qui se prennent pour des motards. Ils veulent envahir le village et n'hésite pas faire équipe avec Néko, ce dernier n'arrivant pas à les digérer. Tamago est fan de leurs muscles et sort avec l'un d'eux dans l'épisode Bikeuse.

### Lily
Lily est une petite fille Kobushi. C'est un sushi thon rose, première fille de Toro et Pammee. C'est la grande sœur de Mino et Mia. Elle devient samourai comme son père. Son cousin Maguro qui est son plus grand fan.

### Mino
Mino est un petit garçon. C'est un renard fennec jaune beige clair, deuxième enfant de Toro et Pammee. C'est le petit frère de Lily et le grand frère de Mia.

### Mia
Mia est une petite fille mais c'est encore qu'un bébé. C'est une renarde fennec jaune beige clair et blanche, troisième enfant de Toro et Pammee. C'est la petite sœur de Lily et Mino.

## Épisodes
- 1.Le Ninjasmin

écrit par Sébastien Thibaudeau, Michaël Delachenal et François Deon

Ebi passe un nouveau contrat avec Néko : faire entrer le chat dans le village quand les sushis dorment. Mais Néko ne respecte pas son contrat
- 2.Une affaire de poids

écrit par Sébastien Thibaudeau, Michaël Delachenal, Sébastien Oursel et Guillaume Mautalent

Onigiri ne rentre plus dans son costume pour la cérémonie du thé. Impossible pour lui de rater cet évènement, il est prêt à tout pour perdre du poids avant le grand jour. Tout le monde a son idée sur la méthode à adopter…
- 3.La pêche aux sushis

écrit par Sébastien Thibaudeau, Michaël Delachenal et Matthieu Choquet

Ebi propose un plan excellent à Néko : "pêcher" les sushis pendant qu'ils méditent aux Onsen. Toro est le seul à pouvoir les sauver, mais il a fait le serment de ne plus parler!
- 4.Sushitarien

écrit par Michaël Delachenal, Sébastien Thibaudeau

Néko ne veut plus manger les Kobushis : il est devenu végétarien. Néko devenu inoffensif, Maître Tako se sent inutile. Comment faire pour que les choses rentrent dans l'ordre? 
- 5.Des larmes pour Tamago

écrit par Michaël Delachenal

Tout samouraï doit être capable de pleurer devant un cerisier en fleurs. Mais Tamago n'y arrive pas. Onigir et Toro décident de l'aider à pleurer, coûte que coûte.
- 6.Le Cri qui tue

écrit par Matthieu Choquet

Toro découvre la technique du "cri qui tue"… et en se rend pas compte du pouvoir qu'il vient d'acquérir. Ebi, lui s'en est aperçu : il a volé le parchemin pour le confier à Néko. Ce dernier apprend à son tour le cri qui tue…
- 7.Néko a un plan

écrit par Sébastien Thibaudeau

Néko tente de se débrouiller sans Ebi pour capturer les Kobushis, et il a un plan…
- 8.L'assiette noire

écrit par Michaël Delachenal

Toro découvre qu'il est le meilleur sushi, et plus cher du Menu. Mais aucun de ses amis ne lui reconnaît sa "supériorité". Sur les conseils -malintentionnés- d'Ebi, il décide de défier Néko, seul, pour prouver qu'il est le meilleur !
- 9.Le Rônin

écrit par François Déon

Toro tombe par hasard sur le Rônin, sushi-guerrier de légende dont il est fan. Il décide de ne pas le lâcher tant que ce dernier ne le prend pas comme disciple.
- 10.Le jeûne de lévitation

écrit par Léonie Derudder

Maître Tako impose un jeûne à tous ses disciples… tous sauf Onigiri qu'il fait manger en cachette. Ce dernier est partagé entre sa fidélité au Maître et le mensonge qu'il doit assumer.
- 11.Tako au taquet

écrit par Claire Maugendre

Maître Tako est victime d'une arnaque des Yakusas qui lui font prendre du Wasabi coupé à la moutarde de Dijon. Le vieux Maître se met à dérailler totalement…
- 12.La malédiction des Kudupus

écrit par Sébastien Thibaudeau et Matthieu Choquet

Ebi se rend compte que, plus il est gentil, moins il pue ! La malédiction des Kudupus est donc vaincue. Ebi n'a plus besoin de se faire manger par Néko… sauf que maintenant qu'il sent bon, Néko a très envie de manger Ebi…
- 13.La lame sacrée

écrit par Guillaume Mautalent et Sébastien Oursel

Toro a joué avec le sabre sacré de Maître Tako et l'a cassé ! Seule solution, retrouver une lame semblable et la remplacer. Mais le seul endroit où l'on trouve des lames sacrées se trouve sur le territoire de Néko.
- 14.Un dieu de trop

écrit par Christelle Bechouche et Sébastien Thibaudeau

Une grenouille à trois pattes, Dieu porte bonheur japonais, prend la place de Néko. Ebi voit là l'occasion de sa faire manger par un autre Dieu. Mais la grenouille adore son odeur de vieille marée fumante et ne veut pas le dévorer.
- 15.Ninjamour

écrit par Sophie Lodwitz

Ebi se transforme en Ninjasmin pour séduire Shaké qui est amoureuse du justicier masqué. Ce qui semble être un plan parfait va se révéler être un vrai cauchemar pour la crevette !
- 16.Sea, Sushis & Sun

écrit par Guillaume Mautalent et Sébastien Oursel

Torigaï croit avoir trouvé le moyen de rejoindre l'océan, le vrai. Mais c'est un mauvais plan d'Ebi et Néko. En fait d'océan… il se retrouve face à un fond d'écran d'ordinateur, pris au piège dans le bureau de la compta du resto…
- 17.Sushi glacé

écrit par Matthieu Choquet

Néko enferme les sushis dans la chambre froide pour les congeler et ainsi les capturer facilement. Mais c'était sans compter sur Toro et son goût immodéré pour le Wasabi…
- 18.Un amour de sushi

écrit par Guillaume Mautalent et Sébastien Oursel

Croyant faire plaisir à Maître Tako, les Kobushis lui commandent un sushi poulpe femelle, qu'ils croient être l'amour de jeunesse du vieux Maître Tako…
- 19.Sacré Onigiri

écrit par Cédric Perrin et Jean-Christophe Hervé

À sa grande surprise, Onigiri est pris pour le grand Bodishi! Désormais considéré comme une divinité vivante par les Kobushis, Onigiri se prend au jeu et en oublie ses amis.
- 20.La sushisse

écrit par Valérie Magis et Sébastien Thibaudeau

Toro croit être atteint d'une maladie incurable, la sushisse ! Il ne sait pas que cette maladie est un plan d'Ebi qui lui a collé une saucisse pourrie sur la tête!
- 21.Le Chatmouraï

écrit par Michaël Delachenal

Néko convainc Maître Tako de l'accepter dans son cours d'arts martiaux. Maître Tako accepte, mais il a une idée derrière la tête… 
- 22.L'esprit du Mont Wok

écrit par Alice Guiol et Matthieu Choquet

Ikura le maki rêve d'être un samouraï comme les sushis. C'est pourquoi il suit en cachette les sushis jusqu'au Mont Wok où l'esprit des ancêtres est censé désigner le samouraï le plus prometteur. Mais Néko vient perturber la cérémonie…
- 23.Le Père-Noël des Kobushis

écrit par Michaël Delachenal et Sébastien Thibaudeau 

Les Kobushis découvrent la légende de Noël, mais Néko aussi…
- 24.King Nékong

écrit par François Déon

Une immense réplique de Néko a pris sa place sur son autel. Le King Nékong semble invincible mais Néko n'a pas l'intention de se laisser-faire…
- 25.Contamination

écrit par Cédric Perrin et Jean-Christophe Hervé

Ebi contamine tout le village avec un pet "géant". Les Kobushis n'ont pas d'autre choix que de se réfugier dans les bas-fonds… où Néko, prévenu par Ebi, les attend déjà !
- 26.Le somnambule

écrit par Michaël Delachenal

Toro passe et réussit son passage de ceinture : oui mais voilà, il dormait! Car Toro est somnambule. Ebi profite de l'aubaine pour l'entraîner, pendant qu'il dort, dans le gueule de Néko. Mais attention… on ne doit JAMAIS réveiller un somnambule !
- 27.Rock and Rolls

écrit par Guillaume Mautalent et Sébastien Oursel

Une horde de air motards, les Makis Rolls californiens, tente de déloger les Kobushis de leur village.
- 28.Mission spéciale

écrit par Cédric Perrin et Jean-Christophe Hervé

Tako envoie Hokkigaï et Tamago dans les bas-fonds pour aider Bahn Bao à régler un problème de wasabi frelaté avec les Yakuzas...
- 29.La fiancée de Tamago

Toro tombe amoureux d'une jolie Kobushette, Tamachan, et croit Tamago est aussi amoureux d'elle, ce qui le rend très jaloux. Mais ce qu'il ne sait pas c'est que Tamachan n'est autre que Tamago déguisé !
- 30.Vive les Kobushettes

écrit par Cédric Perrin et Jean-Christophe Hervé

En réaction à la misogynie régnant dans le village, Shaké tente de convaincre les Kobushettes de se révolter !
- 31.Néko est brillant

Néko a fait un rêve où il mangeait les Kobushis. Au réveil, il décide de tout faire pour que son rêve devienne réalité.
- 32.Wataï

Le garde du village est en pleine crise existentielle : il décide de changer de métier pour devenir un artiste ! Une aubaine pour Néko.
- 33.Haïku anonyme

écrit par Léonie Derudder

Shaké a reçu un haïku anonyme, elle demande à Toro de l'aider à en trouver l'expéditeur. L'enquête commence…
- 34.Origami

écrit par Benoit Levasseur et Michaël Delachenal

Shaké fait croire à ses élèves qu'un origami magique peut exaucer n'importe lequel de leurs vœux. Tamago y voit là l'occasion de devenir un garçon pour de vrai… et Ebi une chance inespérée pour que Néko le mange !
- 35.Kobushinapping

écrit par Matthieu Choquet

Ebi dérobe les fioles de Néko et demande une rançon : si Néko veut retrouver ses fioles, il devra manger Ebi ! 
- 36.La rebelle

écrit par Michaël Delachenal

Se sentant rejetée et inutile chez les Kobushis, Shaké est consolée par les California Rolls qui lui proposent de se rendre utile dans leur village à eux ! En réalité, ils espèrent qu'elle les aidera à déloger les Kobushis de leur village.
- 37.Wasabi

Néko a remarqué que celui qui possède le Wasabi contrôle l’univers des Kobushis ! Avec l'aide d'Ebi, il fait disparaître tout le raifort et les réserves de Wasabi. Mais Néko a négligé un point important : sans wasabi, les Kobushis deviennent rapidement immangeables…
- 38.Maître Toro

Tako nomme Toro responsable de la communauté pendant son absence. Contre toute attente, Toro prend son rôle très à cœur. Mais les Kobushis, eux, ne prennent pas Toro au sérieux… à part Ebi ! 
- 39.Le combat des Kamis

Onigiri et Toro trouvent une console vidéo dans le bureau du restaurant. Ils pensent qu'il s'agit d'un autel sacré qui permet de contrôler des kamis ! 
- 40.La ronde des Kobushis

écrit par Guillaume Mautalent et Sébastien Oursel

Toro et Onigiri ont une mission : garder, sans jamais l'ouvrir, un paquet que leur a confié Burimu le Yakuza. Mais au même moment, Hokkigaï croise leur route, lui aussi a un paquet…
- 41.Mon double, Tekka et moi

écrit par Cédric Perrin et Jean-Christophe Hervé

Toro a un rendez-vous amoureux avec Tekka, mais au même moment il est censé passer son examen de judo. Toro engage alors un sosie pour passer l'examen à sa place. Mais les conséquences de sa supercherie vont le dépasser !
- 42.Les affransushis

écrit par Michaël Delachenal

Saba, le chef des Yakuzas, prend Toro sous son aile… Toro est ravi, mais ne se rend pas compte que Saba se sert de lui.
- 43.Un haïku à la mer

Pour trouver enfin le grand amour, Shaké lance un haïku à la mer. Et ça marche ! La bouteille revient avec une réponse… Mais Shaké risque être surprise en découvrant l'identité de son chat-rmant prétendant.
- 44.Un mari pour Shaké

écrit par Cédric Perrin et Jean-Christophe Hervé

Tako a décidé de trouver un mari pour Shaké. Mais cette dernière lui fait croire qu'elle a déjà un fiancé : Hokkigaï !!!
Cédric Perrin et Jean-Christophe Hervé

Ebi découvre qu'un autre Ninjasmin sévit dans le village. Mais… c'est lui le Ninjasmin ! Alors qui est cet imposteur ? 
- 46.Le poissard

écrit par François Déon

Une nouvelle fois, Ebi cherche à trahir les Kobushis pour se faire manger par Néko. Mais Hokkigaï et sa légendaire poisse vont contrarier ses plans.
- 47.Les Rolls ne renoncent jamais

écrit par Guillaume Mautalent et Sébastien Oursel

Les Rolls ont coupé l’eau dans tout le restaurant ! Plus de danger pour Néko qui va pouvoir grimper jusqu’au bar. Ça va sentir le ketchup et le pneu brulé !
- 48.Et bon anniversaire!

écrit par Michaël Delachenal

Dégoutés que tous les Kobushis aient oubliés son anniversaire, Ebi décide de se venger. Il éteint toutes les lumières du restaurant pour faire rentrer Néko dans le village. Néko qui est le seul capable d'y voir dans le noir…
- 49.Hokkigaï le magnifique

écrit par Matthieu Choquet, Sébastien Oursel et Guillaume Mautalent

Saba veut prouver à ses sbires qu'être le chef des Yakusas n'est pas donné à tout le monde. Il choisit le premier Kobushi qui passe pour le remplacer durant une journée. Le premier qui passe est… Hokkigaï, le poissard ! 
- 50.La balade de Néko

écrit par Matthieu Choquet, Sébastien Oursel et Guillaume Mautalent

Aujourd’hui c’est le pèlerinage annuel de Néko au Grand Carton dans la Vallée des Vents. Néko va se recueillir devant le sarcophage de son ancêtre ! Ikura le maki et Hokkigaï le poissard décident d’en profiter pour prouver leur valeur en assassinant le chat… 
- 51.L'énigme de Maître Tako

écrit par Matthieu Choquet, Sébastien Oursel et Guillaume Mautalent

Maître Tako organise une chasse au trésor. Ses disciples sont répartis en deux équipes. Qui trouvera l’inestimable trésor en premier ? 
- 52.Gloire aux fioles

écrit par Léonie Derudder

Néko donne une journée de vacances aux fioles… qui décident de passer cette journée dans le village des Kobushis qu'elles n'ont jamais visité ! Mais les fioles sont bavardes et Ebi doit veiller à ce qu'elles ne révèlent pas qu'il est un traître !
- 53.Sushi-sitter

Toro doit garder son neveu, Maguro. La journée s'annonce comme un cauchemar jusqu'à ce que Toro découvre que Maguro l'admire.
- 54.Le côté obscur du Kobushido

Une parodie de Star Wars avec Ikura en Anakin qui cède peu à peu au côté obscur de la force (Ebi)… Ikura lève une armée de makis / stormtroopers pour prendre le pouvoir aux sushis !
- 55.Manéki Nator

Pour éloigner Néko du Raifort dont les Kobushis ont besoin en urgence, les Kobushis créés une Nékette en ballons pour détourner l'attention de Néko… 
- 56.Pile ou face

Néko a les piles qui flanchent. Il faut qu'il change ses piles… oui mais sa réserve de piles est vide, elle a été pillée ! Et il n'a plus de force pour aller lui-même en quête de piles… Ebi propose de l'aider !
- 57.Sushibernatus

Les Kobushis découvrent un sushibernatus, un Ebi préhistorique ! Oni-San et Ebi décident de s'occuper de lui…
- 58.La voix du Yakuza

Unagi ne parle jamais. Il y a une raison, sa voix est celle de quelqu'un qui aurait avaler de l'hélium, façon chipmunks. Alors quand il doit parler pour faire taire le Garde, ce dernier éclate de rire et veut dire à tout le monde à quel point Unagi à une voix ridicule. Bien sûr, Unagi n'a pas l'intention que son secret soit révélé…
- 59.Menace de Mor…iawase

Toro a contracté une dette de jeu auprès des yakuzas. Ebi lui conseille de se réfugier dans un repaire à l'extérieur du village le temps que l'affaire se tasse… 
- 60.Disparition

écrit par Cédric Perrin et Jean-Christophe Hervé

Tamago a disparu. Toro et Onigiri mènent l'enquête. La veille, Tamago a subi une humiliation…
- 61.Un Vieux Tako rouillé

Maître Tako se rend compte qu’il se fait vieux… Il est peut-être temps pour lui de prendre sa retraite. Au préalable, il doit cependant choisir un successeur pour prendre la tête du dojo. Pour ce faire, il organise une série d’épreuves destinées à évaluer la force, le courage et la sagesse de ses disciples.
- 62.Il faut sauver Maître Tako

écrit par Matthieu Choquet, Sébastien Oursel et Guillaume Mautalent

Trainant du côté de l’Autel de Néko, Ebi pense que Maître Tako vient de se faire bouloter par le gros chat ! (un bout de tentacule dépasse de sa bouche et son bâton traîne au sol)… Aussitôt c’est la panique au village. Il faut absolument le sortir de l’estomac du gros chat avant la digestion complète ! Nos Kobushis élaborent des stratagèmes plus loufoques les uns que les autres pour faire rendre le gros chat.
- 63.Trop sympa

écrit par Michaël Delachenal et Sébastien Thibaudeau

Toro va coacher Onigiri pour lui apprendre l'art de savoir dire non… Cela mérite une "démonstration".
- 64.Amnésie

écrit par Cédric Perrin et Jean-Christophe Hervé

Au cours d’un entrainement, Maitre Tako prend un grand coup de bâton sur le crâne (merci Onigiri !), et voilà qu’il ne se souvient plus de rien.
- 65.Blind test

Tako donne un cours sur la technique de Zatoisushi, mythique sabreur aveugle des temps anciens. Le concept est de se concentrer sur tous ses sens autres que la vue, pour développer un sixième sens qui permet de « ressentir » les choses. Toro n'y arrivant pas décide de s'entraîner intensivement… Ebi va lui donner un coup de main !
- 66.Dude, on ne roule pas les Rolls

écrit par Guillaume Mautalent et Sébastien Oursel

Les Californians Rolls, plus remontés que jamais, reviennent défier nos Kobushis… Sur l’idée de Shaké, Toro propose un duel à un contre un sur leur propre terrain, celui de « l’air moto » (la moto bruitée à la bouche) ! 
- 67.Oni des bois

écrit par Guillaume Mautalent, Sébastien Oursel et Matthieu Choquet

Onigiri est vraiment sympa. Trop peut-être. Après avoir dépanné Toro de quelques graines de sésame, il a vraiment la main sur le cœur et dépanne une famille de Temaki. Mais voilà, à force de vouloir dépanner tout le monde, Onigiri bascule malgré lui dans le banditisme en dérobant le pactole de Bahn Bao et en braquant les Rolls et le magot des Yakuzas !!!
- 68.Bienvenue chez les Témakis

écrit par Guillaume Mautalent, Sébastien Oursel et Matthieu Choquet

Toro étant, comme à son habitude, peu respectueux des choses, des gens et prend tout à la légère contrairement à ce que devrait être un vrai samouraï, Maître Tako l’oblige à faire un petit stage chez les artisans Temakis. Dépaysement assuré pour Toro qui va découvrir ce monde du labeur et… peut-être commencer à apprécier ça !
- 69.La folle journée d'Onigiri

écrit par Guillaume Mautalent, Sébastien Oursel et Matthieu Choquet

Nos Kobushis partent en week-end au bord du Grand Evier faire du surf, Onigiri est tout tristounet, et oui, Maître Tako est formel, il doit rester faire des exercices de sumo à base de siestes et de festins ! Nos amis vont donc faire faire le mur à Onigiri. Maître Tako découvrant le pot au rose est bien décidé à mettre fin à cette « escapade » indigne d’un sumo… De son côté, Ebi a bien entendu prévenu Néko qui déboule dans ce sympathique summer camp ! Mais Onigiri va heureusement sauver ses amis…
- 70.Les seconds couteaux

écrit par Michaël Delachenal

Tekka décide de prouver que chaque villageois a un rôle important dans la communauté, en organisant l'évasion collective de Maitre Tako et des élèves samouraïs, retenus prisonniers par Néko. Mais Tekka a perdu ses lunettes et monte une équipe de bras cassés…
- 71.Télé à chat

écrit par Léonie Derudder

Néko a acheté une ceinture type Sport Elec au télé achat.
- 72.Maître Toka a un plan

écrit par Guillaume Mautalent, Sébastien Oursel et Matthieu Choquet

Fatigué et lassé des incessantes jérémiades et autres plaintes de ses disciples, Maître Tako leur propose de se faire remplacer par son cousin Toka. Joie des Kobushis à la venue du truculent Maître Toka (Tako déguisé) mais ils vont bien vite déchanter quand ce dernier se révèle encore plus dur que son illustre cousin.
- 73.Le thon, l'omelette et le puant

écrit par Guillaume Mautalent, Sébastien Oursel et Matthieu Choquet

Toro, Tamago et Ebi se réveillent enfermés dans le panier à sushis de Néko, et c’est sûr ils n’en ont plus pour très longtemps ! Mais que s’est-il donc passé pour qu’ils en arrivent là ? La seule chose dont ils se rappellent avec certitude, c’est qu’ils étaient en mission pour Maître Tako… Nos amis vont commencer à remonter le fil des événements, mais évidemment chacun a sa version des faits…
- 74.Sa sent le Fugu

écrit par Matthieu Choquet 

Tekka prélève du poison de Fugu pour en faire une potion qui rendrait invincible les Kobushis. Elle s'injecte la potion et ça marche… Néko trouve que ça sent le fugu et la touche pas ! Du coup les autres prennent la potion… mais Shaké est malade !
- 75.Le procès d'Ebi

écrit par François Déon

Les Kobushis ont découvert une preuve accablante qui prouve qu'Ebi est un traitre. Mais Ebi veut un procès afin de pouvoir prouver son innocence. Hokkigaï est désigné comme avocat… c'est pas gagné !
- 76.Sushis pieds sous terre

écrit par Guillaume Mautalent, Sébastien Oursel et Matthieu Choquet

Constatant que ses élèves Kobushis se la jouent un peu fanfarons et samouraïs sans peur, Maître Tako fait courir le bruit qu’il y a un puits hanté (en fait un siphon d’évacuation au sol du local poubelle) afin de leur flanquer un peu la frousse et les obliger à affronter leurs peurs. Il est pour cela aidé par Onigiri grimé en Sadako (cf. Ring) avec un gros paquet d’algues sur la tête.
- 77.Un ami pour Ebi

écrit par Sébastien Thibaudeau et Michaël Delachenal 

Onigiri décide de devenir ami avec Ebi car il trouve trop injuste que tout le monde le rejette. Ebi va bien sûr essayer d'en tirer avantage… mais peut-on trahir un ami ?
- 78.Chantage

écrit par Cédric Bacconier 

Les yakuzas découvrent le secret de Tamago et se mettent à la faire chanter. Tamago ne pourra s’en sortir qu’en découvrant en retour le secret honteux de ce gros dur de Saba…
- 79.Transfert de poisse

écrit par Sébastien Thibaudeau 

Toro et Onigiri ont décidé d'aider Hokkigaï à se débarrasser de sa poisse. À l'issue d'un belle démonstration, ça fonctionne… mais c'est désormais Toro qui a la poisse. Il semblerait qu'il y ait eu un transfert de poisse !
- 80.Torigaï touche le fond

écrit par Matthieu Choquet 

Les Yakuzas créés un péage sur la mer. Plutôt que de refuser, Torigaï paye et répercute ses pertes en augmentant les prix de ses services. Du coup, les gens n'achètent plus ses services, il ne peut plus payer les yakuzas… qui lui prennent ses bateaux : Torigaï touche le fond !
- 81.La vengeance de Shaké

Shaké s'est fait voler son Koto par les Yakuzas. Seul moyen pour le récupérer, infiltrer le gang et se faire passer pour une nouvelle recrue, Shaké doit se déguiser en garçon. Elle demande à Tamago de la coacher… Et si Shaké se révélait encore plus bad que les bad guys ?
- 82.Du rififi chez les sushis

Ebi a un plan pour semer le chaos au village et permettre à Néko de dévorer les sushis : il va semer la zizanie dans le village, notamment entre Toro et Onigiri, en y répandant un flot de rumeurs et de ragots
- 83.L'apprenti Kudupu

écrit par Nicolas Le Nevé

Oni-San en a assez de la médiocrité d'Ebi. Il décide d'aller hanter quelqu'un d'autre… Pouf ! Oni-San jette son dévolu sur Onigiri. Une fois posséder ce dernier va être initié à la sauce Kudupu ! De son côté, Ebi s'ennuie ferme sans son ancêtre!
- 84.Insushable

écrit par Michaël Delachenal et Benoit Levasseur 

Toro découvre le coktail club secret de Shaké. Il y boit un cocktail "spécial" qui le paralyse entièrement. Shaké et Onigiri vont essayer de le débloquer en allant jusqu'à la fontaine sacrée… 
- 85.Le dernier des Kobushis

Toro se réveille seul dans le village… ce qu'il ignore c'est que les Kobushis veulent lui donner une bonne leçon et lui apprendre que même si les autres c’est l’enfer, il faut quand même apprendre à vivre avec eux.
- 86.Sans Tako, rien ne va

écrit par Guillaume Mautalent, Sébastien Oursel et Matthieu Choquet

Maitre Tako est parti pour un long périple afin de refaire son plein d’encre sacrée et du coup c’est très vite l’anarchie au village… Mais après quelques fêtes, c’est rapidement ingérable et nos Kobushis décident de se choisir un nouveau chef parmi eux. Mais petit problème, tout le monde parmi les Kobushis veut être le chef ! Les yakusas s’en mêlent bien évidemment et souhaitent étendre leur territoire au village lui-même. C’est très vite un capharnaüm sans nom, sans foi ni loi, jusqu’à ce qu’un mystérieux redresseur de torts vienne faire la justice au village.
- 87.Fugu Blues

écrit par Ismael Sy Savane et Emmanuel Leduc 

Fugu ne sent plus le fugu, Néko veut le manger… et il a le blues. Il est obligé de s'en remettre à Maître Tako. Ce dernier va s'en donner à cœur joie pour se venger de leur petit différent passé !
- 88.Oni-San a un plan

Un plan tout à fait simple : endormir les habitants du village pour qu’Ebi puisse y introduire Neko en toute tranquillité. Sauf qu’Hokkigaï a malencontreusement servi du somnifère dans le bol d’Ebi également.
Donc, y a plus personne pour aller chercher Neko, sauf… Oni-San.
- 89.Le sésame ne fait pas le bonheur

Ecrit par Cédric Perrin et Jean-Christophe Hervé
Hokkigaï se retrouve par hasard en possession d'un sac entier de graines de sésame, faisant de lui le Kobushi le plus riche du village. Toro veut devenir son conseiller financier…
- 90.McSushi

Pour se débarrasser de la menace perpétuelle que représente Néko, Tako lance une fabrique de croquettes pour chat, au goût sushi. Néko en redemande, les sushis vont enfin pouvoir vivre en paix. Mais Ebi n’a pas dit son dernier mot.
- 91.Néko est puissant

Comme il ne peut pas entrer dans le village, Néko a décidé d'enfermer les Kobushis dans leur village. Une guerre psychologique s'engage…
- 92.Le Nirvana

écrit par Benoit Levasseur et Michaël Delachenal

Lors d’un cours de méditation de maître Tako, Hokkigai fait si bien le vide dans son esprit qu’il atteint le nirvana et retrouve ainsi sa forme originelle. Maître Tako est tellement admiratif de la prouesse d’Hokkigaï qu'il lui demande de l'initier.
- 93.Ebi prend le bâton

écrit par Guillaume Mautalent, Sébastien Oursel et Matthieu Choquet

Ebi créé une pollution qui oblige les Kobushis à fuir le village… Ebi les guide en essayant de les attirer dans le ventre de Néko. Mais rien ne se passe comme prévu et Ebi se retrouve héros malgré lui.
- 94.Le chat d'assaut

écrit par Nicolas Le Nevé

Les Rolls déclarent la guerre aux Kobushis, avec une arme de poids avec eux : le chat d'assaut Néko. Pour défendre le village, Tako est obligé de former une armée avec les makis et les Témakis.
- 95.Oni-San prend l'air

Un évènement "fantastique" fait revenir Oni-San à la vie. De retour, il n'a qu'une obsession : remonter une brigade de ninjas et devenir le nouveau maître du village!
- 96.Sushis, mensonges et méli-mélo

écrit par Léonie Derudder 

Tekka est tombée raide dingue de Tamago. Situation on ne peut plus embarrassante pour la Kobushette qui dissimule son identité sous les habits d'un garçon.
- 97.Bikeuse

écrit par Claire Maugendre 

Une histoire d'amour impossible entre Tamachan et un Rolls. Mais découvrant un nouveau plan des Rolls pour envahir le village des Kobushis, Tamachan/Tamago va devoir choisir son camp… 
- 98.Le sushi du mois

écrit par Michaël Delachenal et Sébastien Thibaudeau 

Tako doit élire le sushi du mois. Tamago est sûr que ce sera lui, Toro pense le contraire. Chacun veut prouver à l'autre qu'il est le meilleur sushi ! Opportunité idéale pour Ebi…
- 99.Mission : duo fatal

écrit par Guillaume Mautalent, Sébastien Oursel et Matthieu Choquet

Toro tente de recréer le duo mythique Tako / Fugu, alias le Duo Fatal, qui sauvait la veuve et la brioche à la grande époque. Légendaire !
- 100.Votez pour moi

écrit par Léonie Derudder 

Élections dans le village : face à face Tako, Néko et Big Daddy Bill… qui deviendra le nouveau chef du village ?
- 101.Initiales B.B.

écrit par Claire Maugendre et Michaël Delachenal 

Bahn Bao veut à nouveau être séduisante… Shaké l'aide à changer de look. Tako, Big Daddy et Saba deviennent comme des fous.
- 102.A la recherche du Ninjasmin

écrit par Léonie Derudder 

Maître Tako voudrait remercier en personne le mystérieux Ninjasmin d'avoir, une énième fois, sauvé les Kobushis des griffes de Neko. Il lance ses élèves à sa recherche.
- 103+104.Retour vers le sushi

écrit par Ismael Sy Savane et Emmanuel Leduc 

Un sushi du futur arrive dans le village. Il s'agit de Tamachan vieille. Elle vient avec une mauvaise nouvelle : dans le futur, Néko a réussi à manger tous les Kobushis, sauf elle ! Tamachan est venu pour empêcher que le Néko du futur puisse les manger. Pour ça, il va falloir l'opérer.